# 红旗区
红旗区是中华人民共和国河南省新乡市的一个市辖区。面积99平方公里，总人口約43万人，区人民政府驻新生巷。

## 行政区划
红旗区下辖7个街道办事处、2个镇、1个乡：
西街街道、东街街道、渠东街道、文化街街道、向阳街道、纬七路街道、洪门镇、小店镇、游河镇和振中街道。

## 人口
根據第七次人口普查數據，截至2020年11月1日零時，紅旗區常住人口429328人。